# Оркестър Баобаб
Оркестър Баобаб (на френски: Orchestra Baobab) e сенегалска афро-кубинска сон и пачанга група. Създадена в 1970 година като мултиетническа и мултинационална група Оркестър Баобаб се адаптира към тогавашната мода на кубинската музика (появила се от конгоанския стил сукос) в Западна Африка. Оркестър Баобаб е една от водещите африкански групи през 1970-те, която се разпада през 1980-те, за да се формира наново в 2001 година.

## Дискография
- Saf Mounadem (1972) JK 3026, издаден и под името Star Band de Dakar
- M'Beugene (1972) Music Afrique / Baobab BAO 1
- Hommage a Lay M'Boop (1974 – 75?)
- Orchestre Baobab '75' (1975) Disques Buur BRLPO001
- Guy Gu Rey Gi (1975) Disques Buur BRLPO002
- Senegaal Sunugaal (1975) Disques Buur BRLPO003
- Visage Du Senegal (1975) Disques Buur BRLPO004
- Aduna Jarul Naawoo (1975) Disques Buur BRLPO005
- N'Deleng N'Deleng (1977) Music Afrique MSCLP 001
- Une Nuit Aun Jandeer (1978) Musicafrique MSCLP 002
- Baobab à Paris Vol. 1 & Vol. 2 (1978) Abou Ledoux ASL7001/Abou Ledoux ASL7002
- Gouygui Dou Daanou (1979) Disc Afrique/Salsa Musique DARL001
- Mohamadou Bamba (1980) Jambaar JM5000
- Sibou Odia (1980) Jambaar JM5004
- Ken Dou Werente (1982) MCA 307
- On verra Ça: The 1978 Paris Sessions (1992) World Circuit WCD027
- Bamba (1993) Stern's Africa STCD3003
- Pirates Choice (1989 & 2001) World Circuit WCB014 and World Circuit WCDO63
- Specialist in all styles (2002) World Circuit WCDO64
- A night at Club Baobab (2006)
- Made in Dakar (2007) World Circuit WCD078[1]

### Компилации
- N'Wolof (1998, записана в 1970 – 71) Dakar Sound DKS 014
- Roots and Fruit – African Dancefloor Classics (1999) Popular African Music PAM ADC 304
- World Circuit Presents... (2005) World Circuit
- Classics Titles (2006) Cantos Records

## Награди
- BBC Radio 3 World Music Awards 2003 [2]